# La Caya
La Caya é uma vila da República Dominicana pertencente à província de Valverde. O termo "la caya" se refere a uma espécie de árvore (Sideroxylon foetidissimum) que cresce na região. Sua população estimada em 2010 era de 1 458 habitantes.